# Dicranella pusilla
Dicranella pusilla är en bladmossart som beskrevs av Mitten 1869. Dicranella pusilla ingår i släktet jordmossor, och familjen Dicranaceae. Inga underarter finns listade i Catalogue of Life.